# Solomon Osagie Alonge

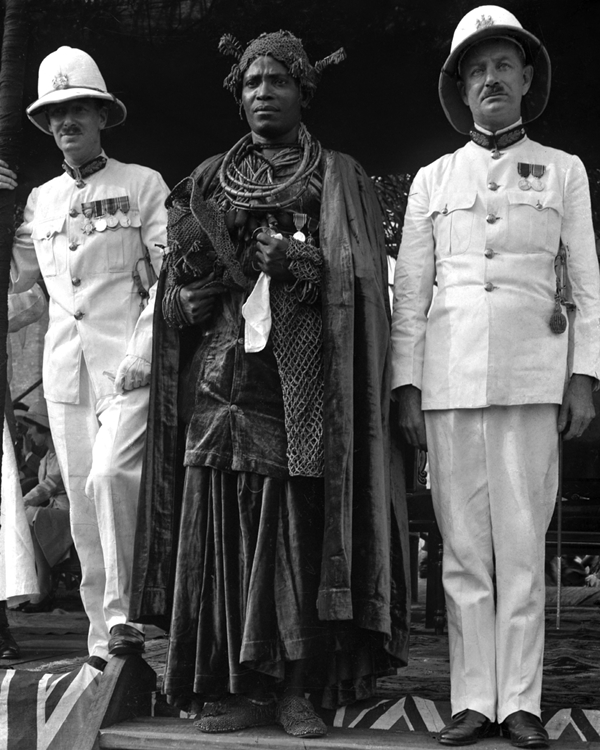
Návštěva hraběte z Plymouthu (vpravo) v Beninského Oba, Oba Akenzua II, Benin City, Nigérie. Oba Akenzua II drží korálové klenoty Oba Ovonramwen, Oba Ovonramwen, které Britové vzali v Benin Punative Raid 1897 a vrátili na konci 30. let 20. století. Sir John Macpherson, generální guvernér Nigérie, stojí vlevo, 1935

Solomon Osagie Alonge (1911, Benin City – 1994) byl nigerijský fotograf samouk a průkopník nigerijské fotografie. Byl prvním oficiálním fotografem královského dvora v Benin City v Nigérii a šéfem palácové společnosti Iwebo. Alongeho záznamy o nigerijské královské rodině a společenské vrstvě jsou jednou z nejrozsáhlejších a nejzachovalejších sbírek z tohoto období.

## Životopis
Alonge se narodil v Benin City v roce 1911. Naučil se anglicky na základní škole Benin Baptist Elementary School a ve čtrnácti letech se přestěhoval do Lagosu, kde bydlel se strýcem, aby se naučil nějaké profesi. Tam se začal zajímat o fotografii a nastoupil do učení. V roce 1930 se Alonge vrátil do Beninu a začal fotografovat ze svého domova na ulici Ugbague. Často cestoval mimo Benin City, pořizoval školní portréty a fotografoval setkání ve společenských klubech, na sportovních akcích a vládních ceremoniích. Když se v roce 1933 ujal syn současného takzvaného oba, slovo Edo pro „vládce“, Alonge se stal jeho dvorním fotografem, který dokumentoval závěrečný a propracovaný tradiční pohřební obřad za matku Oba Akenzua v roce 1935.
Britové brzy rozpoznali Alongeho talent a byl požádán, aby ve 30. a 40. letech 20. století pořídil fotografie pro koloniálního správce. Koncem 30. let se stal zakládajícím členem Beninského sociálního kruhu, skupiny obchodníků, vůdců a vzdělané elity. Více než 20 let sloužil jako pokladník Central Baptist Church.
V roce 1942 založil Ideal Photo Studio v Benin City, kde si rychle vybudoval pověst mladého, pracovitého profesionála a poctivého obchodníka. Studio se brzy stalo oblíbeným místem pro fotografování portrétů. Experimentoval s různými technikami a začal vytvářet reklamy na produkty, dokumentovat stavební projekty, fotografovat večírky a pokrývat obchodní konference pro místní společnosti, jako je Guinness Brewery. Fotografoval také oficiální ceremonie a historické události pro nigerijskou vládu. V roce 1956 Alonge vyfotografoval návštěvu královny Alžběty, aby se setkala s Oba Akenzuou II na letišti v Beninu. Také zaznamenal potřesení rukou oba s princeznou Alexandrou, když prohlásil Nigérii nezávislou v roce 1960, na návštěvě v Beninu v roce 1963.

## Fotografie
Alongeho tvorba trvala půl století a zaznamenala vládu Oba Akenzua II (1933–1978) a Oba Erediauwa (1979–2016). Alonge fotografoval politické a společenské události kolem královského paláce, včetně královských manželek a dětí, návštěv hodnostářů a politiků a každoročních festivalů a dvorních ceremonií. Více než 3000 autorových fotografií bylo archivováno ve Smithsonian National Museum of African Art.
Jeho styl spojoval tradiční a moderní motivy. Alonge pořizoval portréty venku s velkoformátovým fotoaparátem na skleněné desky a studiovým pozadím. Pomocí petrolejových luceren vyvolával v noci negativy ze skleněných desek a snímky kontaktně tiskl na papír za pomoci plynového světla. Studoval instruktážní brožury od firem Kodak a Ilford a naučil se míchat své vlastní chemikálie a používat sluneční světlo k vyvolání svých tisků. V roce 1940 začal Alonge retušovat, sépiový tón a ručně kolorovat své fotografie. Když v roce 1945 přišla do Beninu elektřina, mohl pořizovat studiové portréty a vyvolávat své fotografie v interiéru. Alongeův první fotoaparát byl Kodak Brownie; později používal Rolleiflex a další 35mm kamery a nakonec vysokorychlostní film.
Alongeho fotografie byly určeny pro jeho subjekty, pro soukromé domácí použití a pro jeho osobní zájem o vytvoření vizuálního záznamu. Jeho subjekty si zvolily vlastní oděv a před kamerou se prezentovaly v preferovaných kulturních postojích.

## Historický dopad
Koncem 19. století se Britové zmocnili vlády nad městem Benin a přinesli s sebou své fotografické tradice. Britští fotografové zobrazovali místní obyvatele z pohledu kolonistů. První fotografie Beninu zachycovaly poražené královské rodiny v exilu, vypálené paláce a „ trestné“ výpravy. Jako první domorodý královský dvorní fotograf Alonge toto vyprávění změnil. Jeho práce pomohla zahájit éru Nigerijců, kteří se reprezentovali a jednali jako strážci své vlastní historie. Tento posun umožnil subjektům prezentovat se způsobem, který považovali za důstojný. Jednou z takových fotografií byla fotografie hrdého Oba Akenzua II. zobrazující královské klenoty jeho dědečka Ovonramwena, které Britové vrátili do Beninu v roce 1938.
Alongeho fotografie uchovává důležitý historický záznam beninského umění a kultury během období britské koloniální nadvlády a přechodu k nigerijské nezávislosti během 50. a 60. let 20. století. Národní muzeum afrického umění vystavovalo Alongeho práce od září 2014 a vystavovalo některé z jeho neznámých fotografií. Výstavu, která se kryla s nigerijskými oslavami 100 let sjednocené země, připravila profesorka a fotografka Flora S. Kaplanová, která si dopisovala s Alongem a navštívila Benin v roce 1982. Mezi prvními návštěvníky expozice byli členové beninského královského dvora a Alongeho rodina. Mezi účastníky byli jeho kolegové a přátelé, jeho děti a princ Ademola Iyi-Eweka, vnuk oba, který sloužil v letech 1914 až 1933. Na výstavě bylo také mnoho námětů Alongeových fotografií, tehdy koncem 70. a 80. let. Po dokončení výstavy, která trvala do ledna 2016, se výstava vrátila do Beninu.